# ザ・クイーンズヒルゴルフクラブ
ザ・クイーンズヒルゴルフクラブ（THE QUEEN'S HILL GOLF CLUB）は、 福岡県糸島市富に広がるゴルフ場である。

## 概要
ザ・クイーンズヒルゴルフクラブは、新たなゴルフ場建設に向け、「株式会社ザ・クイーンズヒルゴルフ場」がゴルフ場経営に乗り出したことに始まる。コース設計は服部彰が、工事は佐藤工業株式会社が行い、1992年（平成4年）11月23日、18ホール規模のゴルフ場が開場された。ゴルフ場は、コース全体がフラットな地形で、フェアウエイが広い、大小の多くの池がレイアウトされた丘陵コースである。また、日本のプロゴルフメジャー大会の1つ、日本プロゴルフ協会主催競技でもあり、日本選手権大会に相当する、日本プロゴルフ選手権大会などの大会開催の実績がある。

## 所在地
〒819-1133 福岡県糸島市富838番地 

## コース情報
- 開場日 - 1992年11月23日
- 設計者 - 服部 彰
- 面積 - 1,100,000m2（約33.2万坪）
- コースタイプ - 丘陵コース
- コース - 18ホールズ、パー72、7,054ヤード、コースレート74.2
- グリーン - 1グリーン、ベント（ペンクロス）
- フェアウエイ - コーライ
- ラフ - ノシバ
- ハザード - バンカーの72、池が絡むホール7
- プレースタイル - 乗用カート(5人乗り)、歩き(電動カート)リモコン式
- 練習場 - 14打席 250ヤード
- 休場日 - 毎週月曜日（祝日の場合火曜日が振替休日）、1月1日[3][4]

## クラブ情報
- ハウス面積 - 5,185m2（1,568坪）
- ハウス設計 - 株式会社松田平田設計
- ハウス施工 - 佐藤工業株式会社[3][4]

## ギャラリー
- コース - 「ザ・クイーンズヒルゴルフクラブ」、コース案内
- ハウス - 「ザ・クイーンズヒルゴルフクラブ」、施設案内

## 交通アクセス
- 鉄道 - 筑肥線（JR九州） - 筑前前原駅よりタクシー利用 約10分
- 道路 - 西九州自動車道 - 前原ICより 0.7km[5]

## メジャー選手権
- 2001年（平成13年） - 第69回 日本プロゴルフ選手権大会開催[6]

## 関連文献
- 『建築技術 増刊』、「ザ・クィーンズヒルゴルフ倶楽部」、室井一雄著、東京 建築技術、1993年5月、2020年10月2日閲覧